# 大阪テーマパーク・ダンス専門学校
大阪テーマパーク・ダンス専門学校（おおさかテーマパーク・ダンスせんもんがっこう）は、2018年（平成30年）4月に開校した学校法人ホスピタリティ学園が運営する大阪府大阪市西区にある専門学校。

## 学科
- テーマパーク学科
  - テーマパークスタッフ科（昼夜2年制）
  - ダンス・エンターテイナー科（昼2年制）

## 所在地情報
- 所在地 - 〒550-0002 大阪市西区江戸堀2-1-25
- 交通 - 大阪メトロ四つ橋線肥後橋駅下車　徒歩8分